# 约翰·贝杰曼
約翰·貝傑曼爵士 CBE（Sir John Betjeman /ˈbɛtʃəmən/；1906年8月28日—1984年5月19日）是一名英國詩人、作家，1972年到逝世為止為英國桂冠詩人。他是維多利亞協會的創始人之一，致力於保護維多利亞式建築。

## 生平
他出生於一個荷蘭裔家庭，父母在倫敦本頓維爾路（Pentonville Road）34–42號開有一家家具店，生產維多利亞時代風格的家具。他曾在海格特学校讀書，T·S·艾略特是他的老師，之後又曾在牛津的龍學校和威爾特郡的马尔伯勒学校就讀。
他的姓本來拼作“Betjemann”（德語），但由於一戰的爆發而改現名。實際上他家祖上是荷蘭人，並不是德國人，原姓本來就是“Betjeman”，只是因第四次英荷战争而改成更像德語的“Betjemann”以避免受英國的反荷人士攻擊。
貝傑曼報考了牛津大學，入學考試上數學失利，但仍自費就讀了牛津大學莫德林學院，進入該學院剛成立的英語語言和文學學院（School of English Language and Literature）讀書。他在牛津時不是很重視學業，他的老師C·S·劉易斯認為他很懶惰，而他則覺得劉易斯不近人情。
在牛津，他結識了毛里斯·博拉，曾在校報《伊西絲》上發表詩文，1927年開始擔任牛津學生報《彻韦尔》（Cherwell）的編輯。他的第一本詩集由同學愛德華·詹姆斯協助、私下印刷發行。他經常帶著一隻叫做“Archibald Ormsby-Gore”的泰迪熊，此即伊弗林·沃《重返布萊茲海德莊園》中的泰迪熊“Aloysius”的原型。他後來把他在牛津的生活錄入了无韵诗《Summoned by Bells》（1960）中。
貝傑曼自稱他沒有通過神學考試，因此沒有獲得牛津的學位。實際並非如此。他在1928年的希拉里学期確實沒通過神學考試，但學校允許他參加複試“Pass School”。他複試也沒通過，因此才退學。雖然1974年他還是得到了牛津的榮譽博士學位，但因退學一事，他從未與C·S·劉易斯和好。

### 進入社會

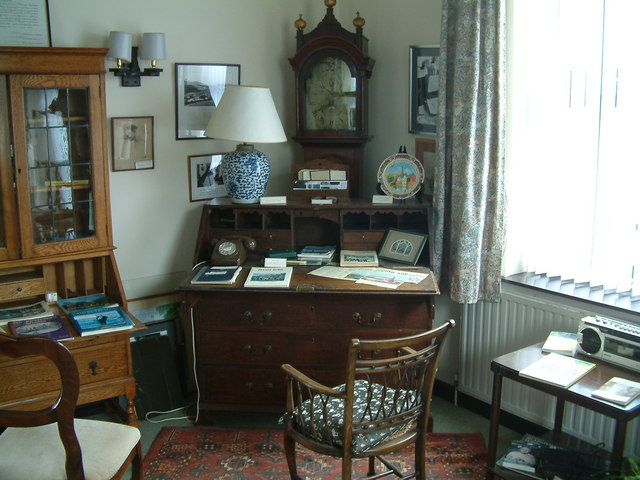
約翰·貝傑曼工作室復原

遭退學之後，他曾做過私人秘書、學校教師和影評人。1930年至1935年間，他在《建築評論》擔任全職助理編輯，歷史學家蒂莫西·莫爾（Timothy Mowl）說《建築評論》才是貝傑曼真正的大學。
貝傑曼是一名雙性戀，1933年7月29日和第一代赤特伍德男爵菲利普·赤特伍德（Philip Chetwode, 1st Baron Chetwode）的女兒佩内洛普（Penelope）結婚。

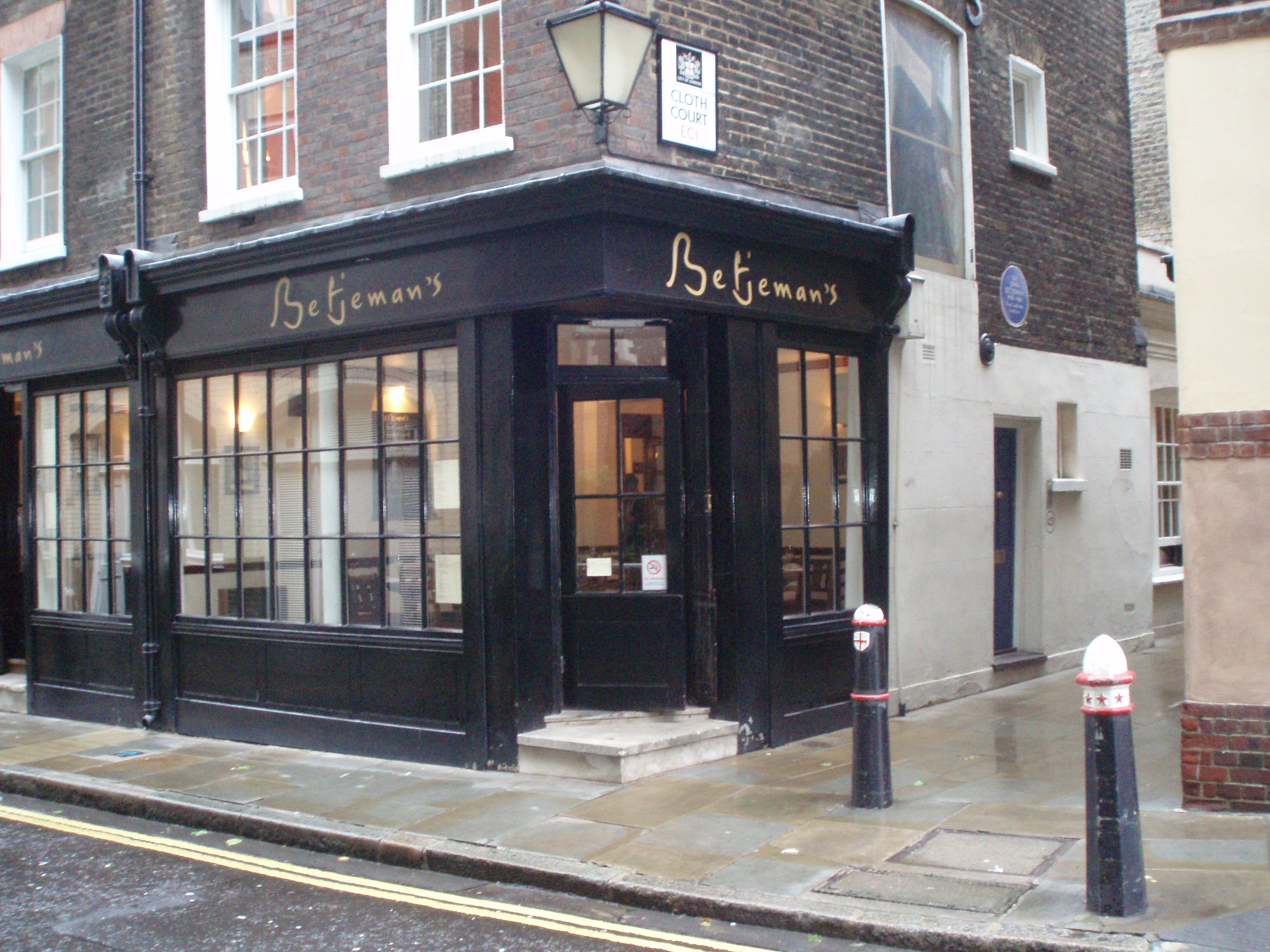
貝傑曼在倫敦市的家

他與妻子不睦，1951年與伊麗莎白·卡文迪什（Lady Elizabeth Cavendish）結識，發展出親密關係，但未與妻子離婚。1948年開始，他開始大量出書，銷量不錯。肯·羅素因此給他拍攝了電影《約翰·貝傑曼：一個倫敦詩人》（John Betjeman: A Poet in London；1959）。

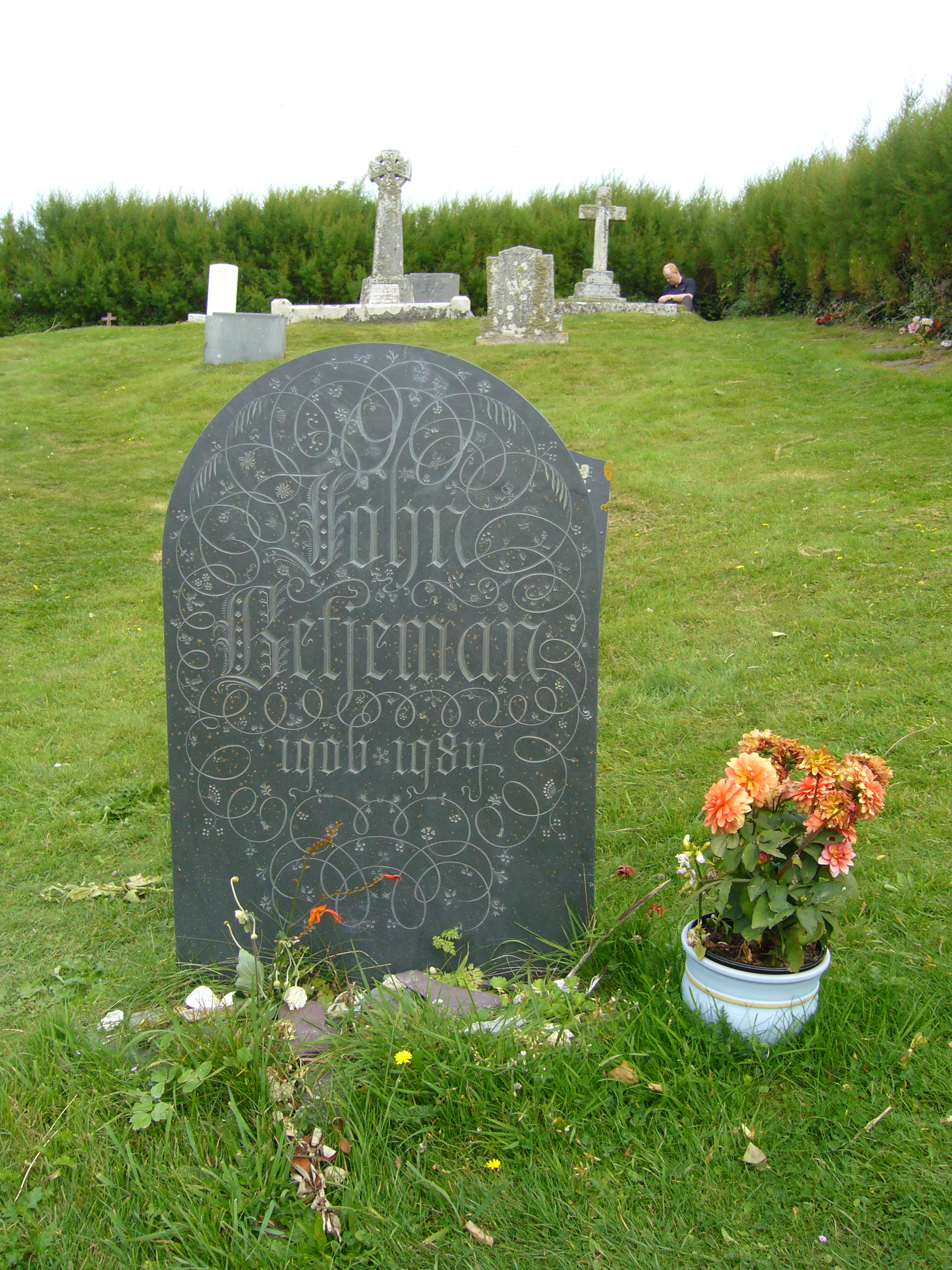
貝傑曼的墓碑

他晚年受帕金森病困擾，1984年在康沃爾特雷伯塞里克的家中去世，葬於特雷伯塞里克的圣恩诺多克教堂（St Enodoc's Church）中。

## 建築保護

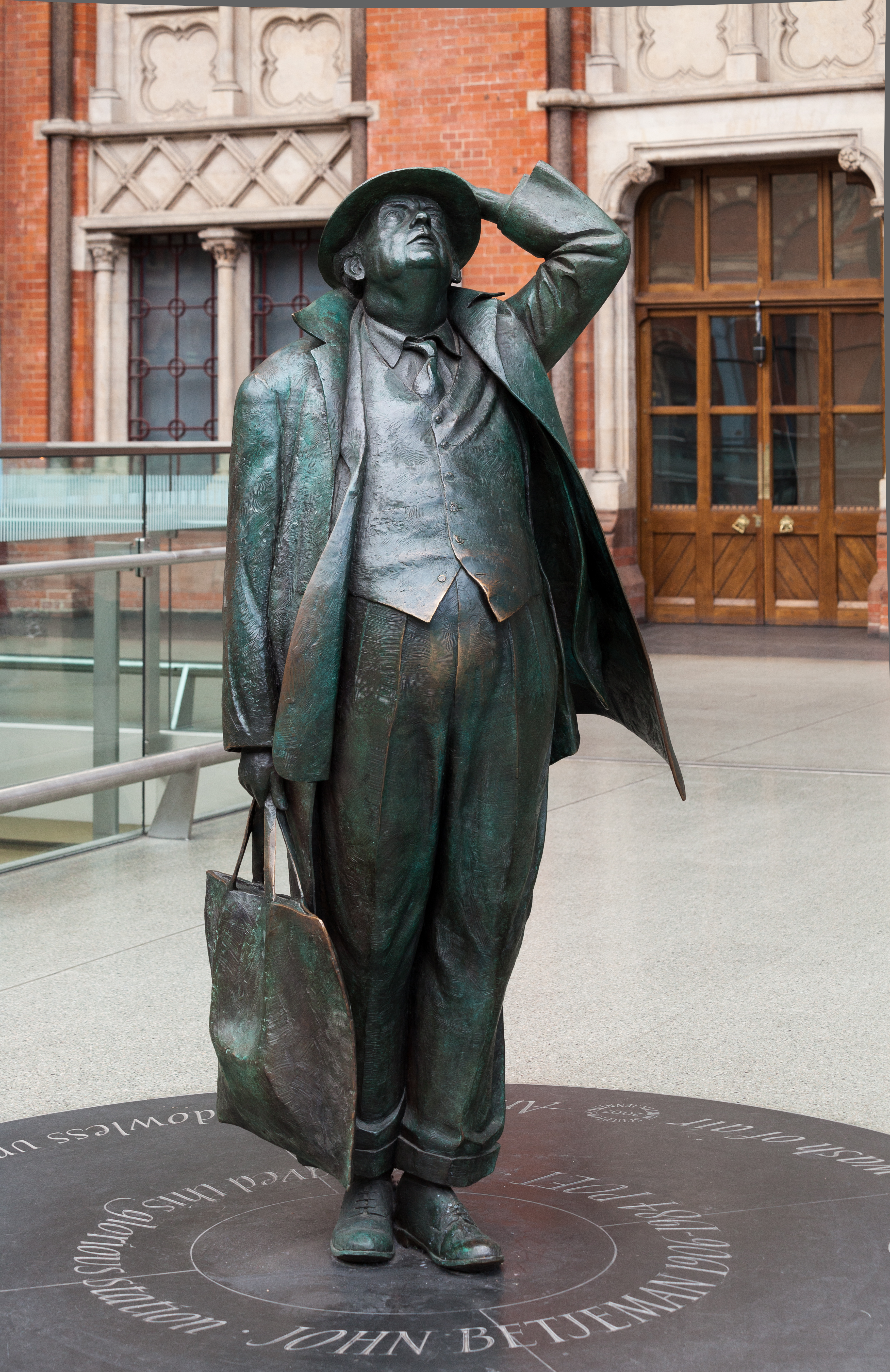
圣潘克拉斯车站的貝傑曼像

貝傑曼特別喜歡維多利亞式建築，但這種建築樣式在他的年代已經過時。於是，他創辦了維多利亞協會以保護傳統建築。圣潘克拉斯车站就是由於他的努力而保留下來的，現在他的雕像（2007年設計建造）還矗立在車站裡。

## 外部連接
- Betjeman documentaries （页面存档备份，存于） on BBC iPlayer
- John Betjeman Poetry Competition for Young People website （页面存档备份，存于）
- John Betjeman fonds （页面存档备份，存于） at University of Victoria, Special Collections
- John Betjeman Concordance （页面存档备份，存于） at University of Victoria, Special Collections
- The Betjeman Society （页面存档备份，存于）
- Poetry Foundation profile （页面存档备份，存于）
- BBC4 audio interviews from People Today 24 December 1959 Home Service （页面存档备份，存于）